# Wang Ruowang
Wang Ruowang (chinois : 王若望 ; pinyin : Wáng Rùowàng ; Wade : Wang Jowang, le 4 février 1918, à Wujin, province de Jiangsu —le 19 décembre 2001, Queens, New York), né sous le nom de Shouhua (寿华) mais plus généralement connu de son pseudonyme Ruowang, était un écrivain et dissident chinois emprisonné à plusieurs reprises pour des raisons politiques d'abord par le Kuomintang, puis le gouvernement communiste chinois. Au total, il a passé 20 ans en prison.
Il fut membre du Parti communiste chinois de 1937 à 1957, quand il en fut expulsé pour « les vues de droite » et de 1979 à 1987, quand il en fut expulsé comme un adversaire des quatre principes cardinaux par Deng Xiaoping. Après sa mort en exil à New York, le Dalai Lama l'a décrit comme un « combattant de la liberté ». 

## Œuvres
- Hunger Trilogy, traduit par Kyna Rubin avec Ira Kasoff.  (ISBN 0-87332-739-X). Review at NY Times
- Status of Tibet: Recalling a Visit to Lhasa (p 71-74) in Tibet Through Dissident Chinese Eyes, 1998, Cao Changching and James D. Seymour, M.E. Sharpe,  (ISBN 1-56324-922-7)